# خورخي باولا
خورخي باولا (بالبرتغالية: Jorge Paula‏) هو منافس ألعاب قوى برتغالي، ولد في 8 أكتوبر 1984.

## وصلات خارجية
- خورخي باولا على موقع الاتحاد الدولي لألعاب القوى (الإنجليزية)
- خورخي باولا على موقع الاتحاد الأوروبي لألعاب القوى (الإنجليزية)
- خورخي باولا على موقع أوليمبيديا (الإنجليزية)